# Estret de Corea
L'estret de Corea és un estret situat entre la Península de Corea i el Japó que connecta el mar de la Xina Oriental amb el mar del Japó al nord-oest de l'oceà Pacífic. A la part occidental de l'estret se situa l'Illa de Tsushima i a la part oriental l'estret del mateix nom.

## Geografia

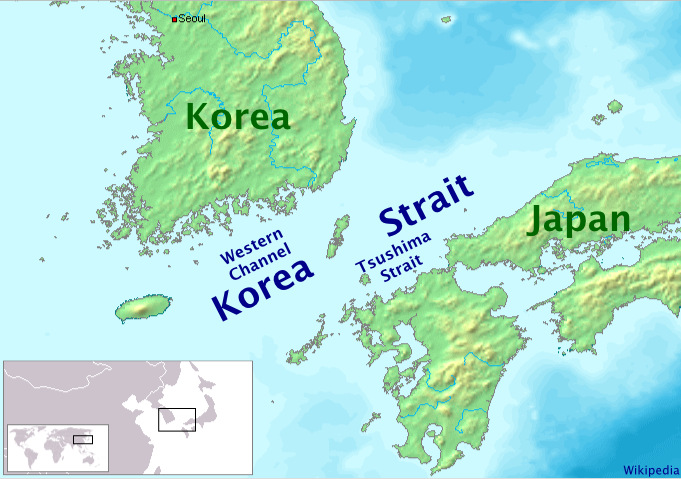
Estret de Corea

Al nord limita amb la costa sud de la península de Corea i al sud amb les illes japoneses de Kyūshū i Honshū al sud-oest. Té uns 200 km d’amplada i una mitjana dentre 90 i 100 metres de profunditat.
L'illa de Tsushima divideix l'estret de Corea en dos, el canal occidental i l'estret de Tsushima. El canal occidental és més profund (fins a 227 metres) i més estret que l'estret de Tsushima.
Una branca del corrent de Kuroshio passa per l'estret. La seva branca càlida de vegades és anomenat corrent de Tsushima. Originat al llarg de les illes japoneses, aquest corrent passa pel mar del Japó, es divideix en arribar a l'illa de Sakhalin, i acaba desembocant al nord de l'oceà Pacífic a través de l'estret al nord de Hokkaidō i el mar d’Okhotsk, al nord de l’illa Sakhalín, prop de Vladivostok. Les característiques de la massa d’aigua varien àmpliament a causa de les aigües de baixa salinitat de les costes sud-est de Corea i Xina.

## Importància econòmica
Nombroses rutes marítimes internacionals passen per l'estret, incloses algunes que transporten les mercaderies cap als ports del sud de Corea del Sud. Tant Corea del Sud com el Japó han restringit les seves reivindicacions territorials a l'estret a 3 milles nàutiques de la costa, de manera que permetin el lliure pas per ella.
Els ferris de passatgers recorren nombroses rutes a través de l'estret. Els ferris comercials van des de Busan i Geoje a ports japonesos com els de Fukuoka, Tsushima, Shimonoseki i Hiroshima. Els ferris també connecten l’illa de Tsushima amb Fukuoka i l'illa de Jeju de Corea del Sud amb la part continental de Corea. Els ferris que connecten Busan i les ciutats japoneses amb els ports de la Xina també travessen l'estret.
Les aigües territorials del Japó s'estenen a tres milles nàutiques fins a l'estret en lloc de les dotze habituals, segons els informes, per permetre que els vaixells de guerra i els submarins de la Marina dels Estats Units amb armes nuclears transitin per l'estret sense violar la prohibició del Japó contra les armes nuclears al seu territori.

## Nom de l'estret
|                                                      | Península de Corea - Kyushu                           | Península de Corea - Illa Tsushima | Illa Tsushima - Kyushu |
| Nom internacional (utilitzat habitualment en anglès) | Estret de Corea                                       | Canal occidental de l'estret de Corea                                                                                                 | Canal oriental de l'estret de Corea |
| Nom sud-coreà                                        | 대한해협 - 大韓海峽 Daehan Haehyeop "Estret de Corea" | 대한해협 - 大韓海峽 Daehan Haehyeop "Estret de Corea"                                                                                 | 대한해협 - 大韓海峽 Daehan Haehyeop "Estret de Corea"                                                                                      |
| Nom nord-coreà                                       | 조선해협 - 朝鮮海峽 Chosŏn Haehyŏp "Estret de Corea"  | 조선해협 - 朝鮮海峽 Chosŏn Haehyŏp "Estret de Corea"                                                                                  | 조선해협 - 朝鮮海峽 Chosŏn Haehyŏp "Estret de Corea"                                                                                       |
| Nom japonès                                          | 対馬海峡 Tsushima Kaikyō "Estret de Tsushima"         | 朝鮮海峡 or 対馬海峡西水道 Chōsen Kaikyō o Tsushima Kaikyō Nishi-suidō "Estret de Corea" o "Canal occidental de l'estret de Tsushima" | 対馬海峡 or 対馬海峡東水道 Tsushima Kaikyō o Tsushima Kaikyō Higashi-suidō "Estret de Tsushima" o "Canal oriental de l'estret de Tsushima" |

## Història
Durant el Plistocè l'estret de Corea, l'estret de Bering i la mar Groga van reduir el seu nivell de l'aigua, per la qual cosa les illes japoneses van poder estar connectades, algunes vegades, al continent euroasiàtic a través de la península coreana o Sakhalin. De vegades, el mar del Japó fou un mar interior glaçat a causa de la manca del corrent càlid de Tsushima i es creu que diverses plantes i animals grossos, com Palaeoloxodon naumanni, es van estendre al Japó.
Històricament, aquests estrets servien d’autopista per a viatges d’alt risc. La distància més curta entre Busan, Corea del Sud i l'illa de Tsushima és d’uns 50 km, la mateixa que entre Tsushima i l'illa d’Iki, al Japó. Yamatai, all Japó enviava periòdicament ambaixades d'un any a les dinasties xineses, que es creu que van viatjar per l'estret de Corea i la península de Corea, per obtenir la cultura i les tecnologies més recents. Al segle vi el budisme Mahayana va ser transmès per la gent de Baekje al Japó oriental durant l'era de l'emperador Kinmei.
Posteriorment una flota conjunta de Mongòlia i Corea va creuar aquest estret i va intentar envair el Japó el 1274 i el 1281. La força va assolar l’ illa de Tsushima en el camí cap al Japó, però no va aconseguir derrotar-lo. Es diu que un tifó va salvar el Japó de la d'invasió mongola dirigida per Khublai Khan el 1281.
Després que la invasió mongola assolés Tsushima, l'illa es va convertir en una base dels wakō (pirates japonesos). La dinastia coreana Joseon va enviar una flota a Tsushima el 1419 per suprimir l'activitat dels wokou. Posteriorment, Corea va acordar concedir als japonesos privilegis comercials limitats.
Durant la Guerra russojaponesa de 1905 l'estret va viure la batalla de Tsushima, lliurada entre les armades japonesa i russa els dies 27 i 28 de maig de 1905. Durant la batalla la flota russa va ser pràcticament destruïda pels japonesos. La batalla va ser qualificada per diversos historiadors com l'esdeveniment naval més important des de la batalla de Trafalgar.
Durant la Guerra de Corea s'hi va lliurar l'anomenada batalla de l'estret de Corea el primer dia de la guerra de Corea, del 25 al 26 de juny de 1950, entre les armades de Corea del Sud i Corea del Nord. Un transport de tropes de Corea del Nord amb centenars de soldats va intentar desembarcar a prop de Busan, però va ser localitzat per una patrulla sud-coreana i enfonsat. Va ser una de les primeres accions superficials de la guerra i va resultar una important victòria sud-coreana.